# Историјски архив Краљево

</font

| Историјски архив Краљево |                                    |
|                          |                                    |
| Оснивач:                 | Град Краљево                       |
| Основана:                | 1960.                              |
| Седиште:                 | Трг Светог Саве 1 · Краљево Србија |
| Директор:                |                                    |
| Веб презентација         | https://arhivkraljevo.org.rs/      |

Историјски архив Краљево је основан 27. децембра 1960. године, као Историјски архив среза Краљево за територију општина Краљево, Врњачка Бања, Рашка, Нови Пазар, Сјеница и Тутин. Од 1. јануара 1964. године права и дужности оснивача преузима Скупштина општине Краљево. Тада је променио име у Историјски архив Краљево са територијалном надлежношћу над општинама Краљево, Врњачка Бања и Рашка.
Основна делатност Архива је заштита архивске грађе чији се стручни рад заснива на законским прописима као и на упутствима и препорукама, односно на позитивним достигнућима архивистике.
Рад у Архиву организован је кроз групе послова:
- заштита архивске грађе и регистратурског материјала ван Архива (прати 420 стваралаца архивске грађе),
- архивски депо,
- сређивање и обрада архивске грађе,
- центар за информације,
- публиковање,
- микрофилмовање и дигитализовање архивске грађе,
- коришћење архивске грађе и библиотечког материјала,
- архивска библиотека,
- културно-просветна, образовна и пропагандна делатност,[2]
- општи и остали послови.

Архив користи две зграде, које су опремљене за архивске депое и радни простор. У згради у Доситејевој 19, опремљен је депо за архивску грађу, прихватни депо и библиотеку. Од краја 2004. године у згради на Тргу Светог Саве 1 организује обраду и сређивање архивске грађе и пријем корисника.